# Джон Ганна
Джон Девід Ганна (англ. John David Hannah; нар. 23 квітня 1962) — шотландський актор.

## Біографія
Джон Ганна народився у місті Іст-Кілбрайд в Ланаркширі, поблизу Глазго, був наймолодшою дитиною в родині, що складалася з батька, матері та двох старших сестер. Його мати, Сьюзен, працювала прибиральницею в Marks & Spencer, а батько, Джон, працював слюсарем. Джон закінчив середню школу в Клермонті і збирався стати інженером-електриком. В Іст-Кілбрайді він брав участь у місцевому театральному гуртку, пішовши ради знайомих, вирішив вступити в Королівську шотландську академію музики і драми (тепер Королівська консерваторія Шотландії).

## Кар'єра
Після закінчення навчання, Ганна продовжував брати участь у театральних постановках, зніматися в короткометражних фільмах і телепередачах, у тому числі граючи і в головних ролях. У 1994 у фільмі «Чотири весілля і похорон» Джон зіграв роль Метью, і вона принесла йому популярність. Після першої цікавої ролі Джону запропонували зіграти маніяка-вбивцю у фільмі «Правда чи виклик». Також він зіграв комічну роль злодійкуватого і гуморитого Джонатана у фільмі «Мумія» (1999). Після чого, в 2001, вийшло продовження «Мумія повертається» за участю Ганни в тій же ролі. У 1998 Джону запропонували зіграти роль романтика, що цитує Монті Пайтона, в мелодрамі «Обережно, двері зачиняються». В 2002 Ганна з'явився як запрошений актор в серіалах «Шпигунка» (2001), «Фрейзер» (2002) і «Карнавал» (2002). В 2006 Ганна зіграв також у драматичних телесеріалах: «Новий закон вулиць» (англ. New Street Law) і «Холодна кров» (англ. Cold Blood).
24 грудня 1997 Джон Ганна і продюсер Мюррей Фергюсон заснували кінокомпанію Clerkenwell Films. Першою їхньою спільною роботою став телесеріал «Ребус» (епізоди «Чорне і блакитне» і «Висячі сади»). Серіал згодом перекупила компанія SMG Productions, і Ганну в головній ролі замінив Кен Скотт.
У 2010 виконав роль Квінта Лентула Батіата в історичному серіалі американського кабельного каналу Starz «Спартак: Кров і пісок», а потім і в приквелі «Спартак: Боги арени».

## Особисте життя
20 січня 1996 Джон Ганна одружився з актрисою Джоанною Рот, з якою зустрічався вже кілька років. 11 лютого 2004 у Джона і Джоанни народилися близнюки, хлопчик Гебріел і дівчинка Астрід.

## Фільмографія
- 1994 — Чотири весілля і похорон /  Four Weddings and a Funeral
- 1995 —  Мадагаскарська шкіра /  Madagascar Skin
- 1995 —  Сон невинних /  The Innocent Sleep
- 1995 — /  Blast Away
- 1997 —  Роман і відмова /  Romance and Rejection
- 1997 —  Воскреслий /  Resurrection Man
- 1998 — Обережно, двері зачиняються /  Sliding Doors
- 1997 —  Банда Джеймса /  The James Gang
- 1999 —  Ураган /  The Hurricane
- 1999 —  Мумія /  The Mummy  —  Джонатан Карнахан
- 1999 —  Порушниця /  The Intruder  —  Чарлі
- 2000 —  Обитель демонів /  Pandaemonium
- 2000 —  Цирк /  Circus
- 2001 —  Мумія повертається /  The Mummy Returns  —  Джонатан
- 2001 —  Поки ти йшов /  Before You Go
- 2002 —  Доктор Джекіл і містер Хайд /  Dr. Jekyll & Mr. Hyde   (ТВ)
- 2003 —  Я звинувачую (англ.) /  I Accuse
- 2004 — Міс Марпл Агати Крісті /  Agatha Christie Marple   (серіал, епізод «О 4:50 з Паддінгтона»)
- 2006 — Син примари / Ghost son
- 2007 — Лузітанія: Катастрофа в Атлантиці /  Lusitania: Murder on the Atlantic (The Sinking of the Lusitania)  — професор Іан Холбаурн
- 2007 —  Останній легіон /  The Last Legion
- 2008 — Мумія: Гробниця імператора драконів /  The Mummy: Tomb of the Dragon Emperor  —  Джонатан
- 2008 — /  Zip 'n Zoo' '
- 2008 — Пуаро Агати Крісті /  Agatha Christie's Poirot (серіал, епізод «Зустріч зі смертю / Appointment with Death») — Доктор Жерар — французький психіатр
- 2008 — Лось і гірська долина /  Moose in the Glen  (BBC) —  оповідач
- 2010 — Спартак: Кров і пісок /  Spartacus: Blood and Sand  —  Квінт Лентулу Батіат
- 2011 — Спартак: Боги Арени /  Spartacus: Gods of the Arena  —  Квінт Лентулу Батіат
- 2012 —  Слова /  The Words
- 2012 —  Елементарно /  Elementary  —  Rhys Kinlan
- 2016 — Агенти Щ.И.Т. / Agents of S.H.I.E.L.D. —  Голден Редкліфф
- 2018 — За бортом /  Overboard  — Колін
- 2018 — Випалена земля /  Scorched Earth